# Guinda
|  | Aquest article tracta sobre un terme nàutic. Si cerqueu la fruita, vegeu «guinder». |

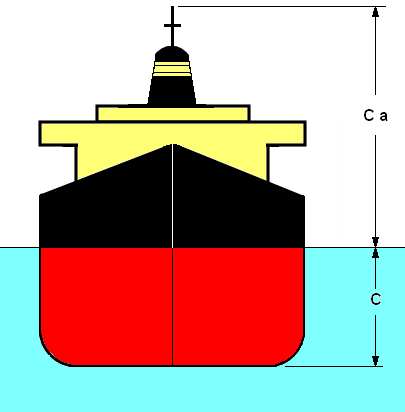
Ca = guinda
C = calat

La guinda, en terminologia nàutica, és la distància vertical entre el punt més alt d'una embarcació i la línia de flotació.
Atès que un vaixell mercant pot tenir diferents estats de càrrega es defineixen dues guindes extremes per tal de distingir els límits entre els que varia.
- Guinda en llast: És la major de les dues i és la que adopta el vaixell sense càrrega.
- Guinda en càrrega: És la menor de totes dues i s'observa amb el vaixell carregat.

És un paràmetre a considerar quan es navega per sota de ponts o línies d'alta tensió en accés a ports o rius.
Atès que s'ha de tenir en compte cada cop que s'hagi de passar un obstacle d'aquesta naturalesa com també s'ha de tenir en compte l'alçada de les marees i el gàlib de l'objecte.

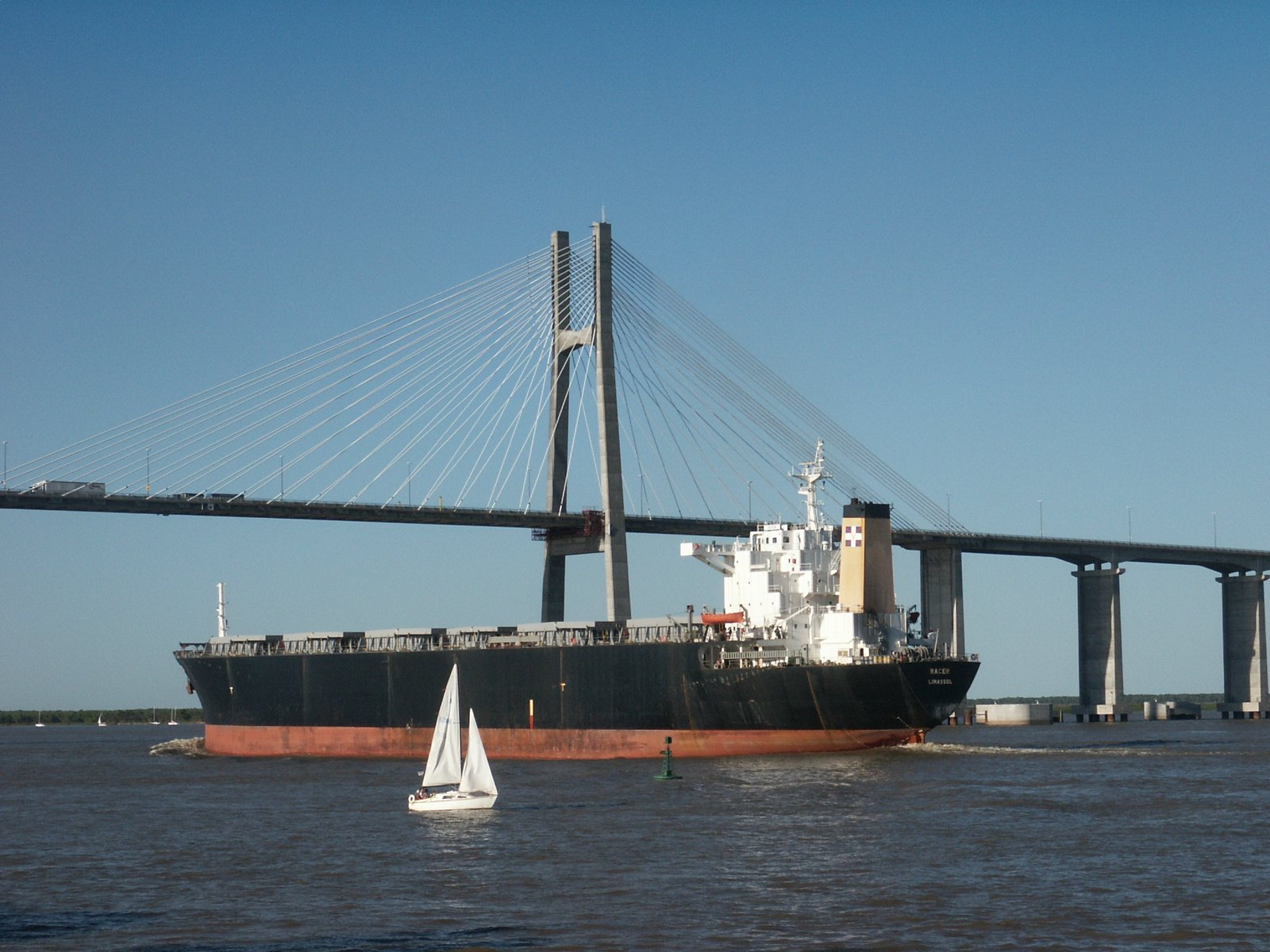
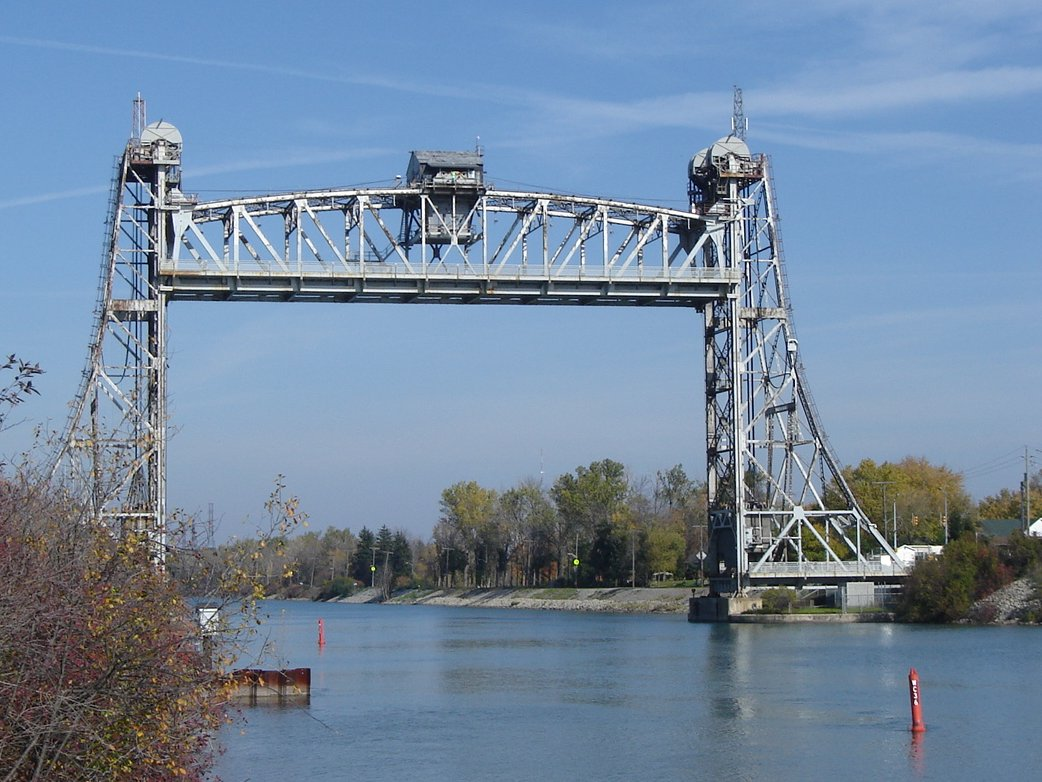